# Journey to the Seventh Planet
Journey to the Seventh Planet („Die Reise zum siebten Planeten“) ist ein Science-Fiction-Film von 1962, der in Farbe gedreht wurde. Bei dem siebten Planeten handelt es sich um Uranus, der von einer internationalen Crew im Auftrag der Vereinten Nationen erforscht werden soll.

## Handlung
Während der Reise zum Uranus wird die Raketenbesatzung von einer fremden Macht kontrolliert. Die Mannschaft erwacht dann wie aus einem Schlaf und bemerkt, dass unerklärlich lange Zeit vergangen ist. Nach der Landung auf dem eisigen und lebensfeindlichen Uranus findet die Besatzung seltsamerweise eine Waldfläche mit atembarer Atmosphäre vor, die von einer geheimnisvollen Barriere umgeben ist. Als das Besatzungsmitglied Karl den Arm durch die Barriere steckt, erfriert dieser schlagartig.
Die Zone innerhalb der Barriere verändert ihr Erscheinungsbild ständig. So erscheinen ein Dorf und sogar attraktive Frauen, die den Raumfahrern aus der Vergangenheit bekannt sind. Sie begegnen seltsamen Tieren, darunter einem riesigen einäugigen Nagetier. Die Mannschaft merkt, dass sie die Opfer eines Bewusstsein-kontrollierenden Wesens geworden sind, welches ihre Gedanken, Wünsche und Ängste anscheinend real werden lässt. Das Aliengehirn plant die Körper der Raumfahrer in Besitz zu nehmen und dann die Erde zu beherrschen. Die Mannschaft, vor allem Captain Graham, erkennt die Gefahr und beginnt sich gegen die geistige Präsenz des Aliengehirns zu wehren. Das Alien nutzt ihre tiefsten Ängste aus, bis es zur entscheidenden Konfrontation kommt, die letztlich im Bewusstsein der Raumfahrer selbst stattfindet.
Damit sind gewisse Parallelen zu dem weitaus bedeutenderen Film Solaris von 1972 gegeben, der auf dem gleichnamigen Roman von Stanisław Lem basiert. Auch die „Die dritte Expedition“ aus den Mars-Chroniken weist das Motiv der von außerirdischen Wesen erzeugten Trugbilder auf.

## Produktion
Regisseur, Produzent und Drehbuchautor war Sidney W. Pink, der den Film in Dänemark mit einem Budget von nur 75 000 US-Dollar drehen ließ. Hergestellt wurde der Film von Cinemagic Visual Effects und von American International Pictures vertrieben. Zunächst als VHS-Video, dann auf DVD wurde der Film in der B-Movie-Reihe Midnite Movies Double Feature von MGM als Invisible Invaders/Journey to the Seventh Planet veröffentlicht.

## Rezeption
Ein Kritiker der New York Times schrieb 1962, dass es sich bei Journey to the Seventh Planet um einen „schrecklichen, kleinen Film“ handelt und sich der Regisseur einen Oscar für das „langweiligste Weltraumprojekt 1962“ verdient hätte. Die derzeitige Publikumswertung bei Rotten Tomatoes liegt bei 12 % positiven Voten.